# Três Vistas do Japão
As Três Vistas do Japão (日本三景, Nihon Sankei) são a lista canônica das três vistas panorâmicas mais celebradas do Japão, atribuída ao acadêmico Hayashi Gahō, em 1643. As três vistas são das ilhas epônima cobertas de pinheiros de Matsushima, na província de Miyagi, o banco de areia coberto de pinheiros de Amanohashidate em Quioto, e o Santuário de Itsukushima na província de Hiroshima. Todas as três são designadas Locais Especiais de Beleza Cênica, enquanto Itsukushima é também um loca histórico especial e patrimônio mundial.

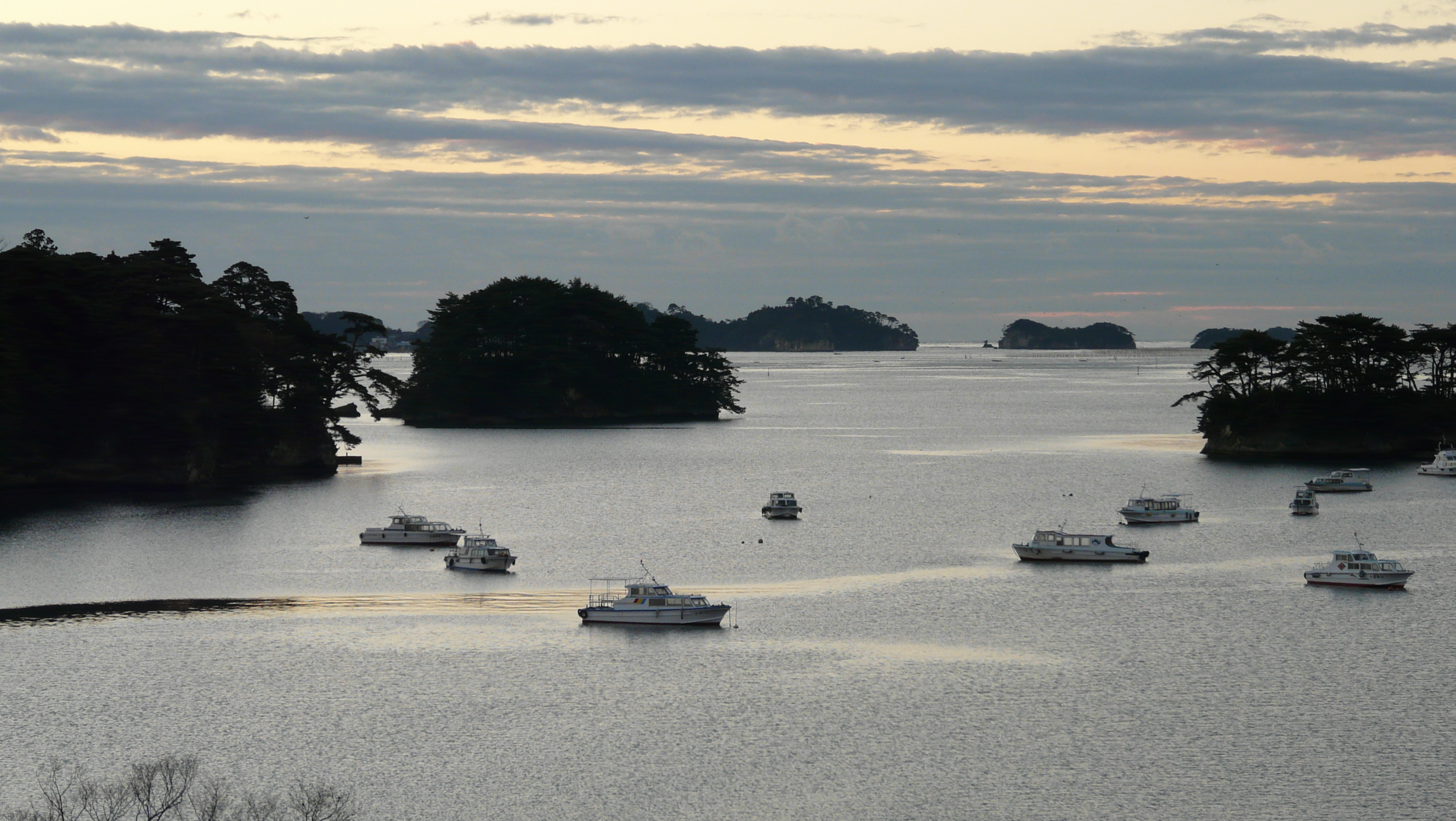
Ilhas cobertas de pinheiros de Matsushima
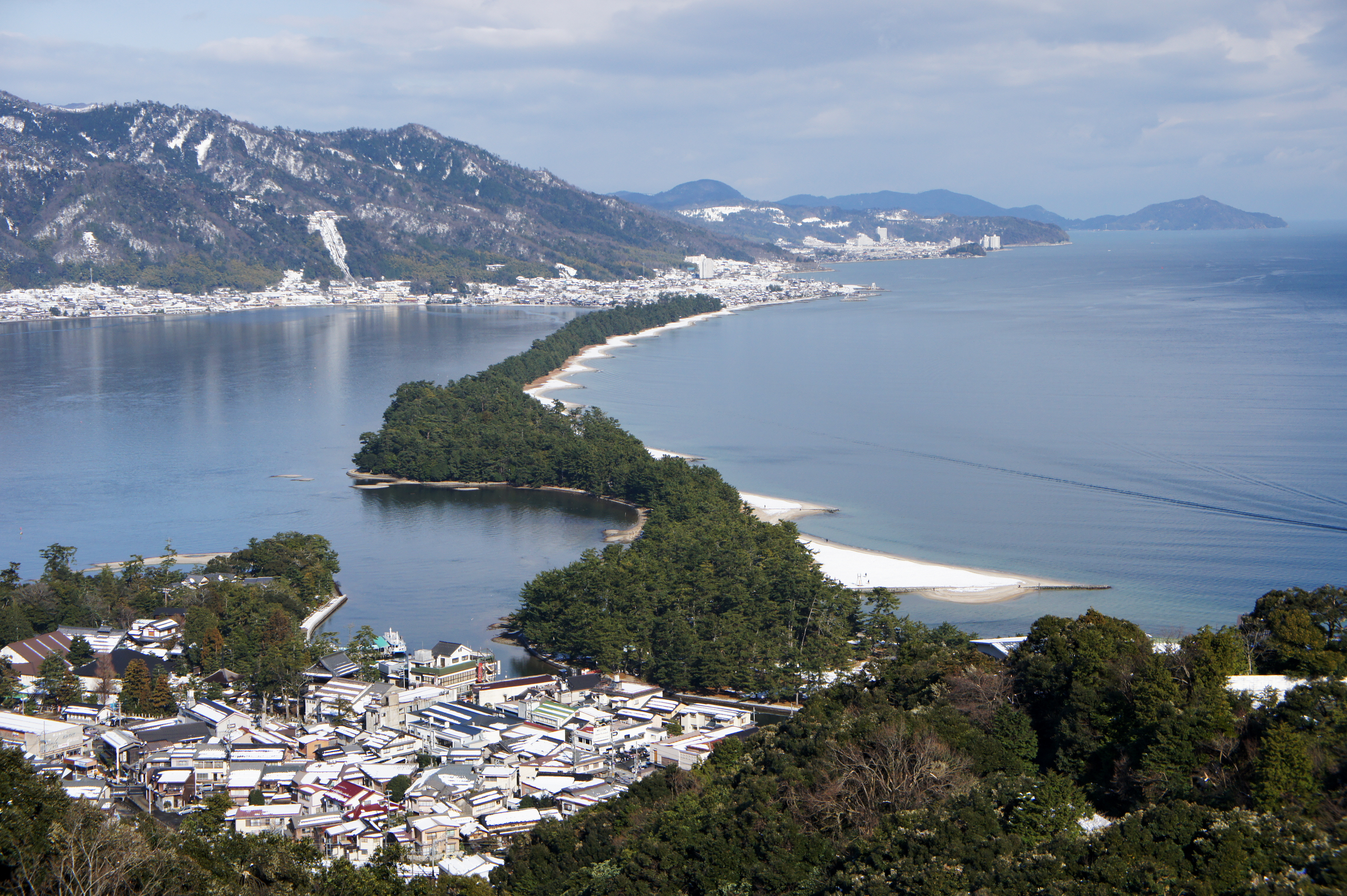
Banco de areia de Amanohashidate
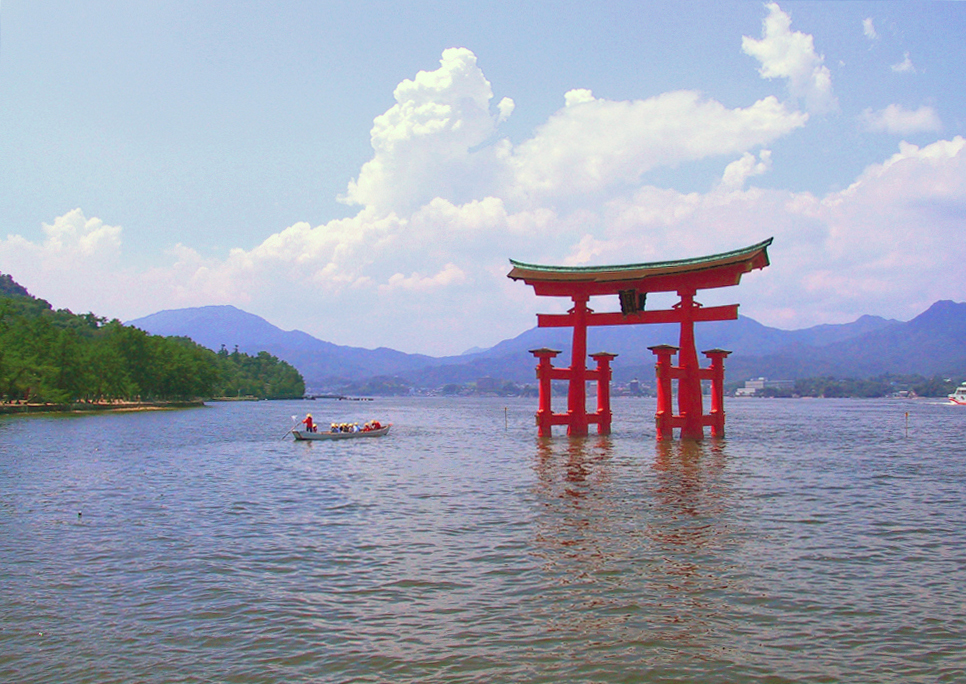
Torii no Santuário de Itsukushima

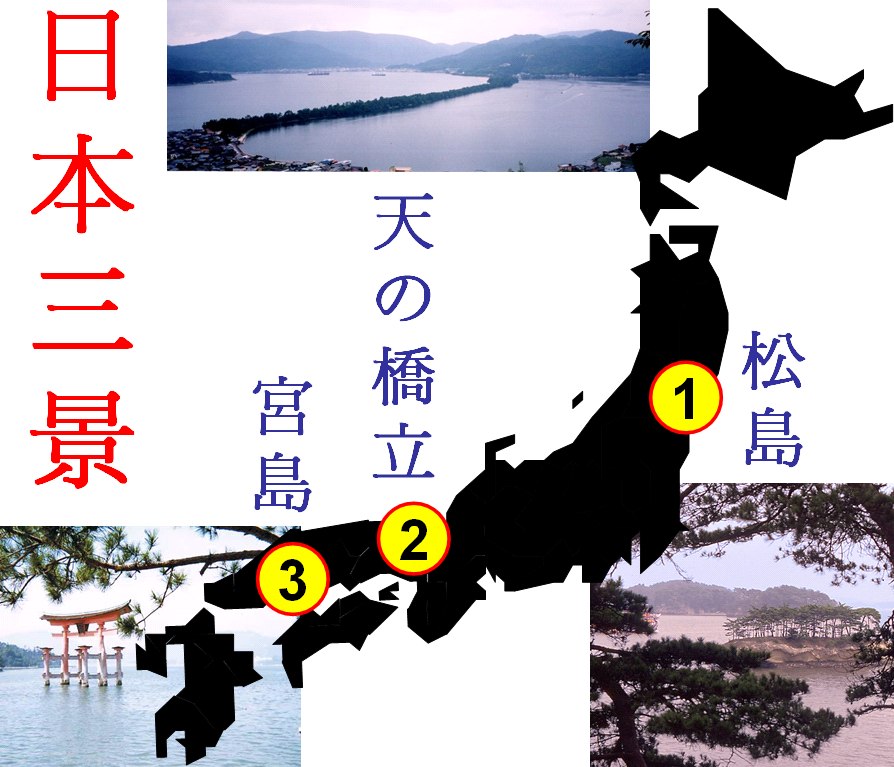
Três Vistas do Japão (Nihon sankei)
1. Matsushima
2. Amanohashidate
3. Miyajima

## Coordenadas
- Baía de Matsushima, Miyagi 38° 21′ 59,1″ N, 141° 04′ 26,6″ L
- Amanohashidate, Quioto 35° 34′ 12,4″ N, 135° 11′ 31,1″ L
- Itsukushima (Miyajima), Hiroshima 34° 17′ 45,6″ N, 132° 19′ 11,4″ L

## Novas Três Vistas do Japão
Em 1915, baseado nas antigas Três Vistas do Japão, Jitsugyo no Nihon Sha (株式会社実業之日本社) organizaram uma eleição nacional para determinar uma lista das Novas Três Vistas do Japão. As Novas Três Vistas do Japão são
- Ōnuma (大沼), uma lagoa no Parque Quase-Nacional de Ōnuma, que localiza-se na vila de Nanae e no lado leste da Península de Oshima no sudoeste de Hokkaido
- Miho no Matsubara (三保の松原), um bosque de pinheiros na Península de Miho, na área de Shimizu-ku na província de Shizuoka
- Yabakei (耶馬渓), uma área de rios e vales que localiza-se no meio e no alto do Rio Yamakuni (山国川), em Nakatsu, Kyushu

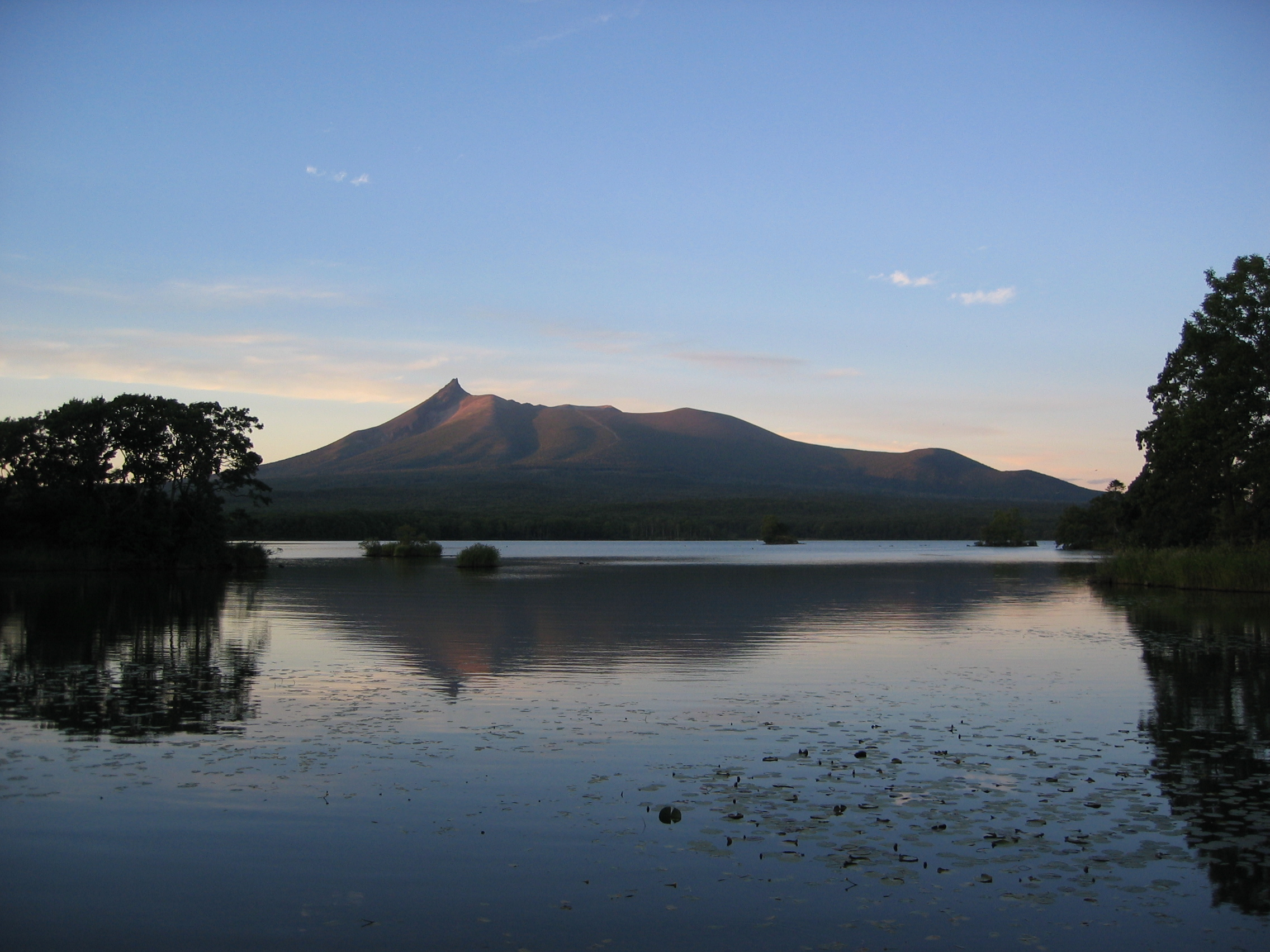
Ōnuma
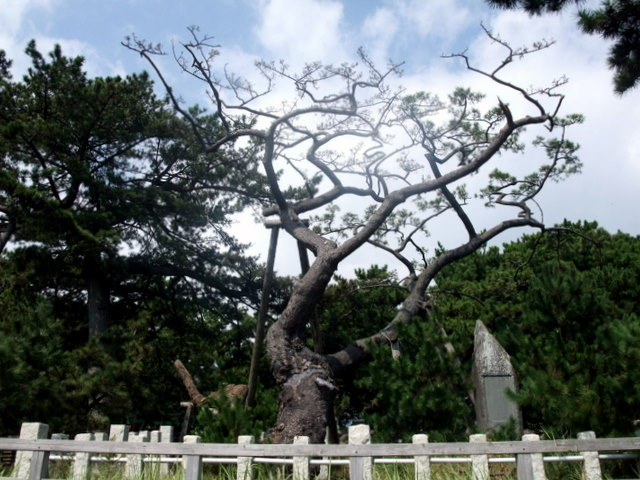
Hagoromo no Matsu em Miho no Matsubara
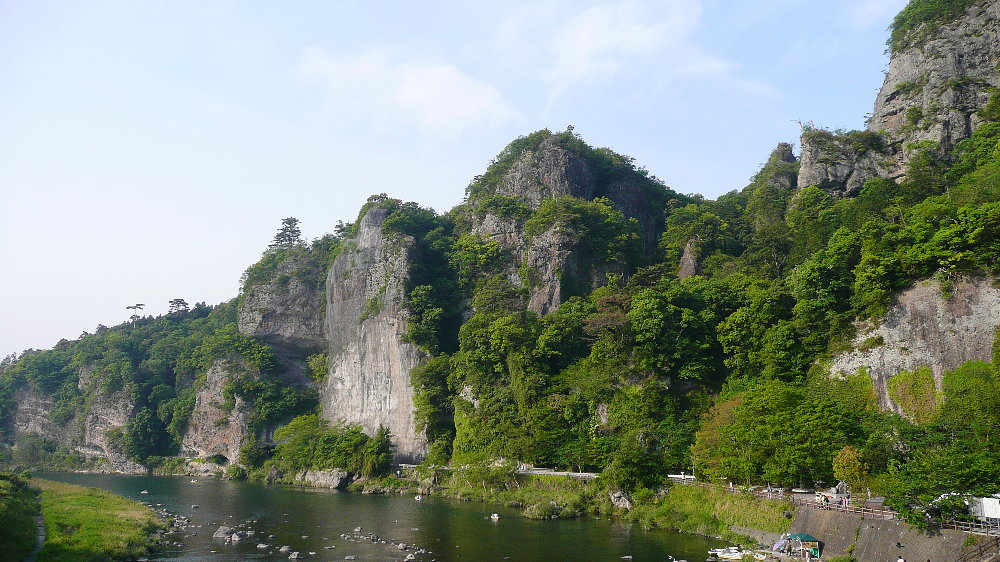
Yabakei

## Outras Listas
Baseado na lista tradicional das Três Vistas do Japão, um grande número de outras listas de "Três Grandes X" foram criadas. A mais conhecida, talvez, são os Três Grandes Jardins (三名園, Sanmeien), que são:
- Kairaku-en, Mito
- Kenroku-en, Kanazawa
- Kōraku-en, Okayama

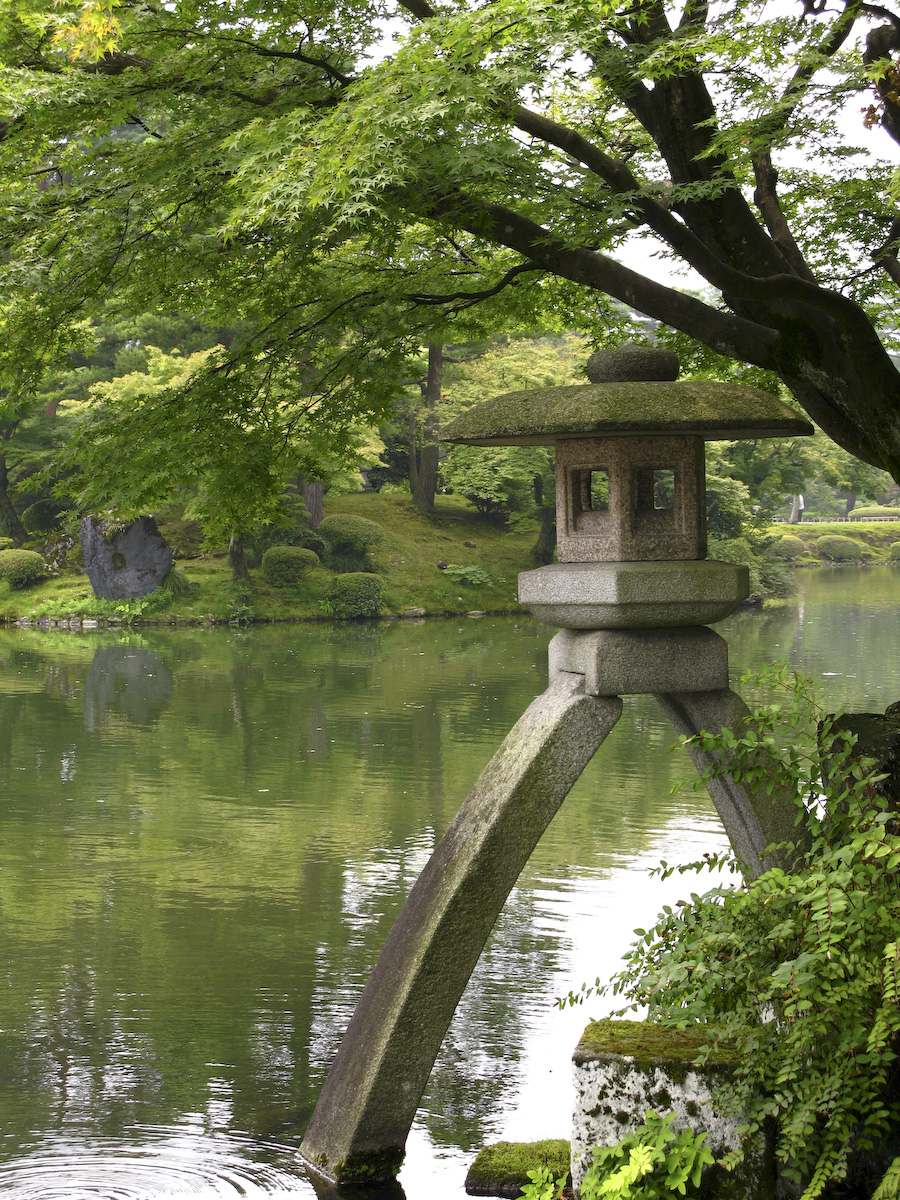
A lanterna Kotoji é emblemática do Kenroku-en

Os Três Castelos do Japão são
- Castelo de Nagoia
- Castelo de Osaka
- Castelo de Kumamoto

Os Três Onsens Antigos são
- Dōgo
- Arima
- Shirahama

Ou, por outro relato,
- Dōgo
- Arima
- Iwaki

O Japão possui cem montanhas famosas. Ele também tem rios famosos e outras listas.